# Sant'Angelo in Campo
Sant'Angelo in Campo è un paese dell'immediata periferia di Lucca che si estende nella parte ovest della città.
Confina a nord con la frazione di Nave e con il quartiere di Sant'Anna, a sud con San Donato e Fagnano, a est ancora con Sant'Anna e San Donato, mentre a ovest con Fagnano e Montuolo.
A livello urbanistico, accanto a numerose corti storiche, talune aventi il nome della famiglia di primo o prevalente insediamento (corte Mecchi, corte Puccinelli, corte Landucci, corte Pellegrini ed altre) oppure conosciute per particolari caratteristiche del luogo (corte Bozzo, corte Fangosi ed altre), presenta edifici, case e villette moderne.

## Storia
Comune suburbano, poi del piviere di Montuolo, venne completamente distrutto dai Fiorentini nel 1336.
Il 3 dicembre del 1430 fu sede della battaglia passata alla storia con il nome di "Gran Botta" battaglia del Serchio fra l'esercito fiorentino e quello lucchese guidato da Niccolò Piccinino che ne uscì vincitore costringendo Firenze ad abbandonare definitivamente ogni sua ambizione di sottomettere Lucca.
La chiesa romanica (da essa proviene l'architrave raffigurante l'Ingresso di Cristo in Gerusalemme, scolpito nel sec. XII dal Biduino ed oggi nel cortile del palazzo Mazzarosa), dopo aver subito varie trasformazioni ebbe l'aspetto attuale ai primi dell'Ottocento.
Tra le cose di maggior rilievo in essa conservate ricordiamo: la cantoria con organo della prima metà del sec. XIX, il Crocifisso ligneo (sacrestia) e lo stupendo tabernacolo di marmo, opera di Giovanni Lazzoni, datato 1681 (innalzato su quattro plinti di marmo giallo, dai quali si levano leggere due rosse colonne, che sostengono il timpano con le allegorie della Fede e della Carità, accoglie nella parte centrale un Crocifisso ligneo, disposto tra un coro di angeli e le tre Marie in pianto).